# Uromyces aristidae
Uromyces aristidae ist eine Ständerpilzart aus der Ordnung der Rostpilze (Pucciniales). Der Pilz ist ein Endoparasit des Süßgrases Aristida arizonica. Symptome des Befalls durch die Art sind Rostflecken und Pusteln auf den Blattoberflächen der Wirtspflanzen. Sie ist ein Endemit der USA.

## Merkmale

### Makroskopische Merkmale
Uromyces aristidae ist mit bloßem Auge nur anhand der auf der Oberfläche des Wirtes hervortretenden Sporenlager zu erkennen. Sie wachsen in Nestern, die als gelbliche bis braune Flecken und Pusteln auf den Blattoberflächen erscheinen.

### Mikroskopische Merkmale
Das Myzel von Uromyces aristidae wächst wie bei allen Uromyces-Arten interzellulär und bildet Saugfäden, die in das Speichergewebe des Wirtes wachsen. Aecien oder Spermogonien der Art sind nicht bekannt. Die zimtbraunen Uredien des Pilzes wachsen oberseitig auf den Wirtsblättern und haben kopfige oder keulige Paraphysen. Ihre goldenen bis zimtbraunen Uredosporen sind 27–33 × 20–24 µm groß, breitellipsoid bis ellipsoid und stachelwarzig. Die Telien der Art sind unbekannt. Die kastanienbraunen Teliosporen sind einzellig, annähernd kugelig bis ellipsoid und 25–31 × 21–27 µm groß. Ihre Stiele sind farblos und bis zu 100 µm lang.

## Verbreitung
Das bekannte Verbreitungsgebiet von Uromyces aristidae umfasst nur das US-amerikanische New Mexico.

## Ökologie
Die Wirtspflanze von Uromyces aristidae ist Aristida arizonica. Der Pilz ernährt sich von den im Speichergewebe der Pflanzen vorhandenen Nährstoffen, seine Sporenlager brechen später durch die Blattoberfläche und setzen Sporen frei. Die Art verfügt über einen Entwicklungszyklus, von dem bislang lediglich Telien und Uredien sowie deren Wirt bekannt sind; Spermogonien und Aecien konnten dem Pilz nicht zugeordnet werden.